# Jaulnes
Jaulnes is een gemeente in het Franse departement Seine-et-Marne (regio Île-de-France) en telt 327 inwoners (2004). De plaats maakt deel uit van het arrondissement Provins.

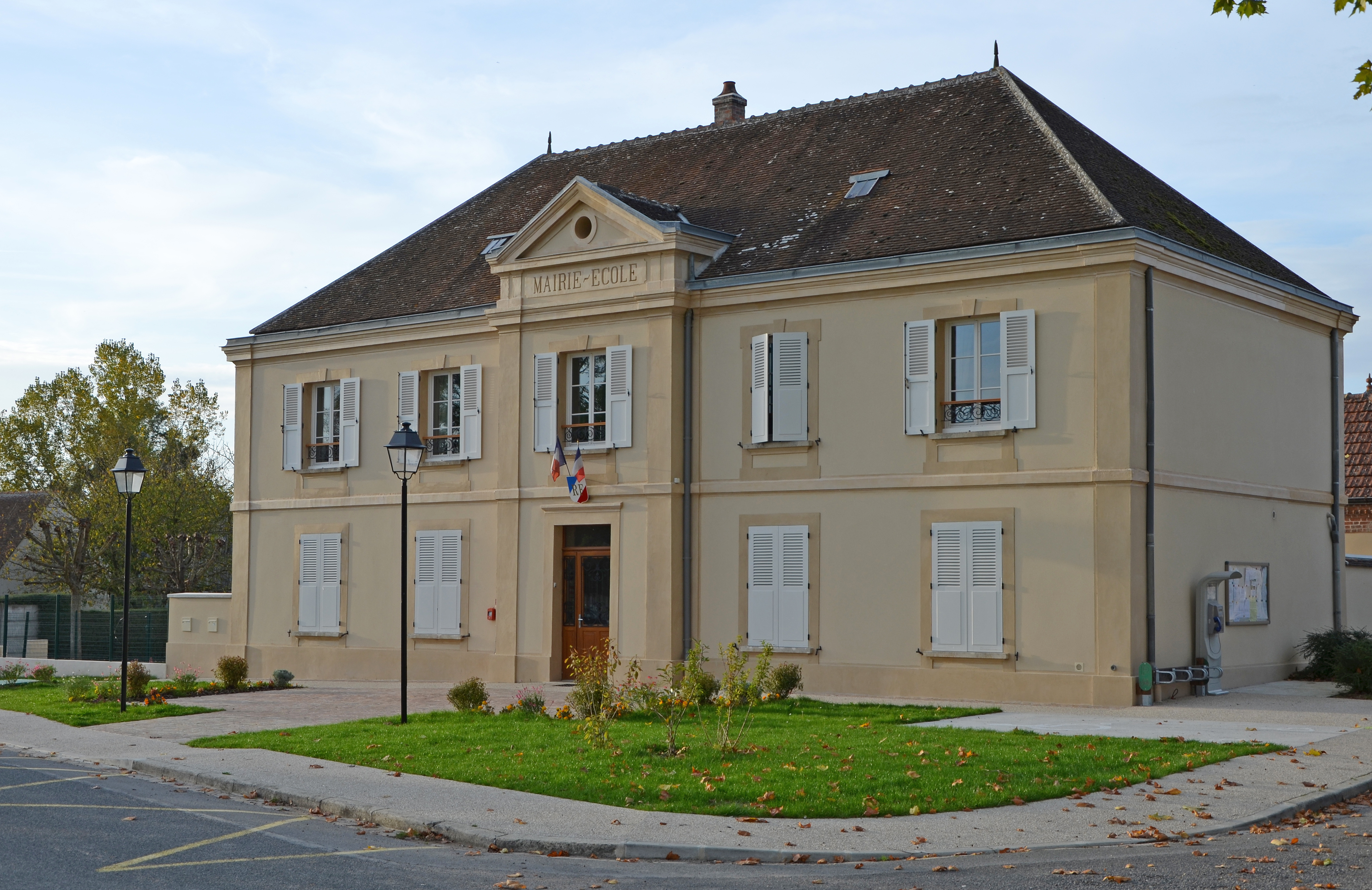
Gemeentehuis
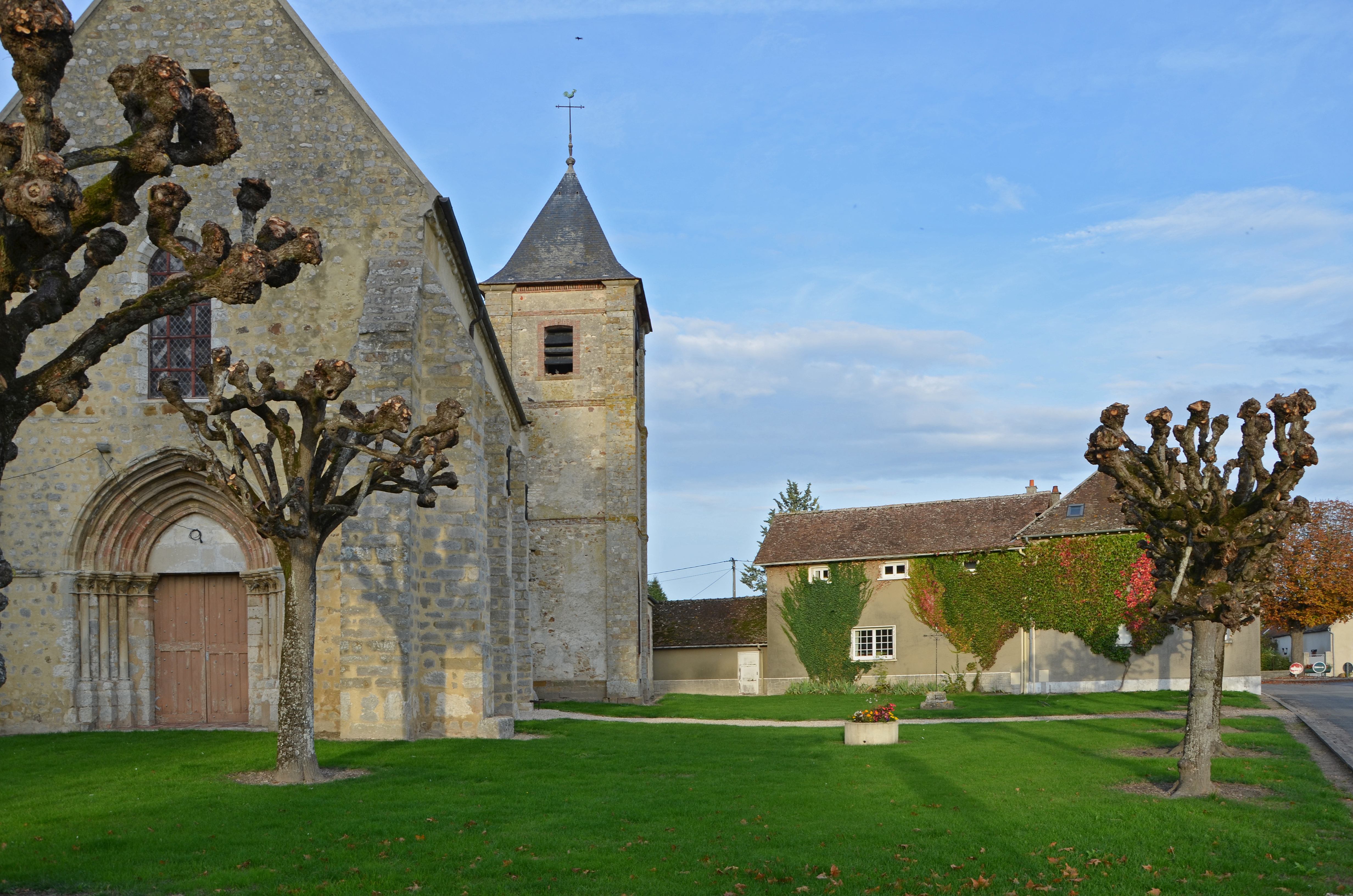
Kerk van Jaulnes
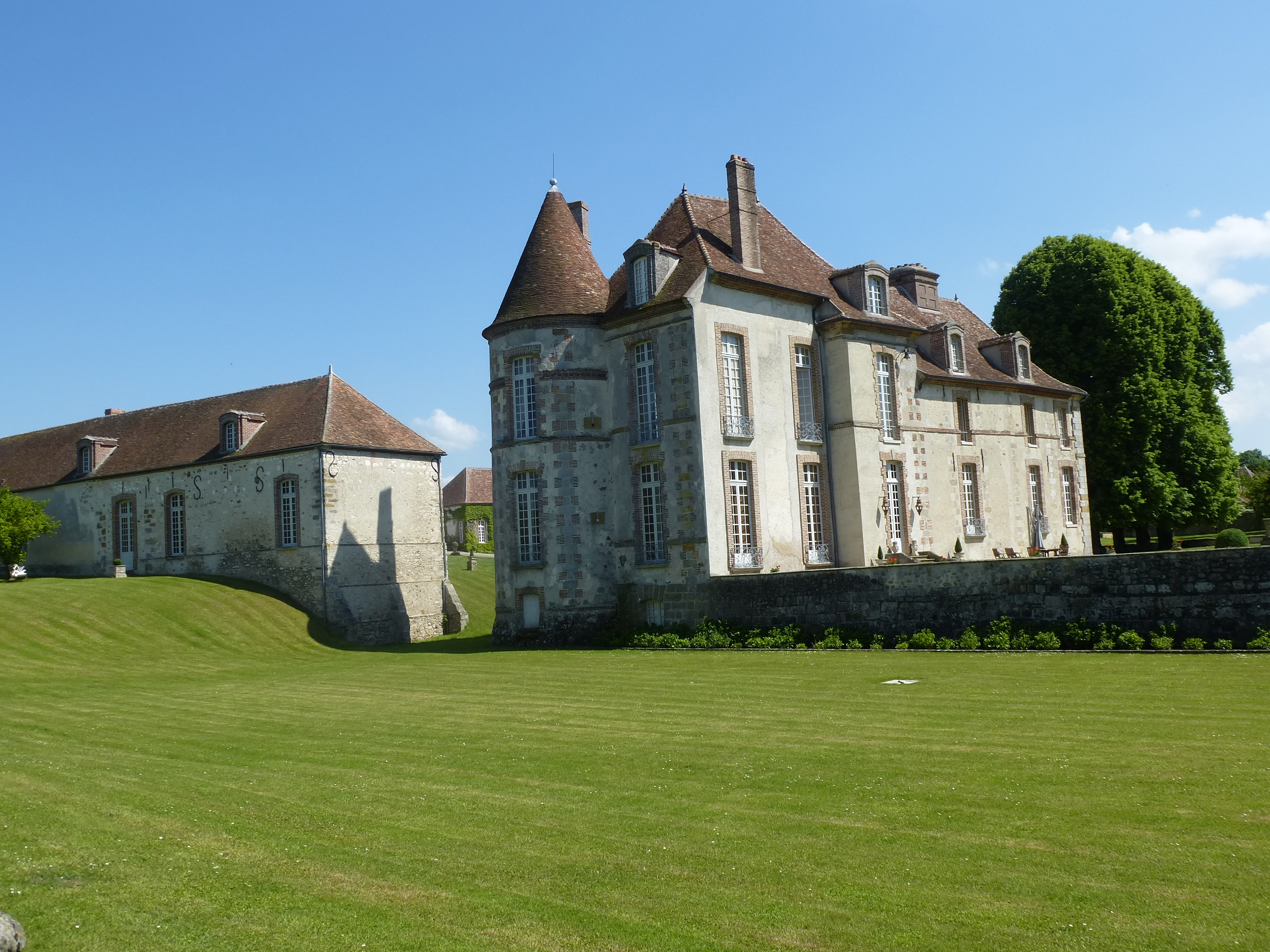
Château de Villeceaux

## Geografie
De oppervlakte van Jaulnes bedraagt 16,1 km², de bevolkingsdichtheid is 20,3 inwoners per km².
De onderstaande kaart toont de ligging van Jaulnes met de belangrijkste infrastructuur en aangrenzende gemeenten.

## Demografie
Onderstaande figuur toont het verloop van het inwonertal (bron: INSEE-tellingen).